# ビセンテ・ウエマツ
ビセンテ・ウエマツ（Vicente Uematsu 1938年3月30日 - ）はフィリピンの男子柔道家。
1964年の東京オリンピックに出場した4人のフィリピンからの代表のうちの一人。柔道はこの大会からオリンピックの正式種目に選ばれている。出場した階級は男子66キロ級で予選を1勝3敗で敗退した。